# Костел Святого Мартина (Ольтен)

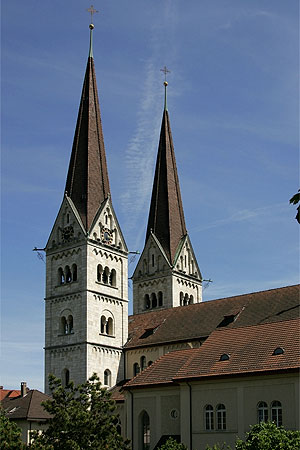
костел Святого Мартина в Ольтені

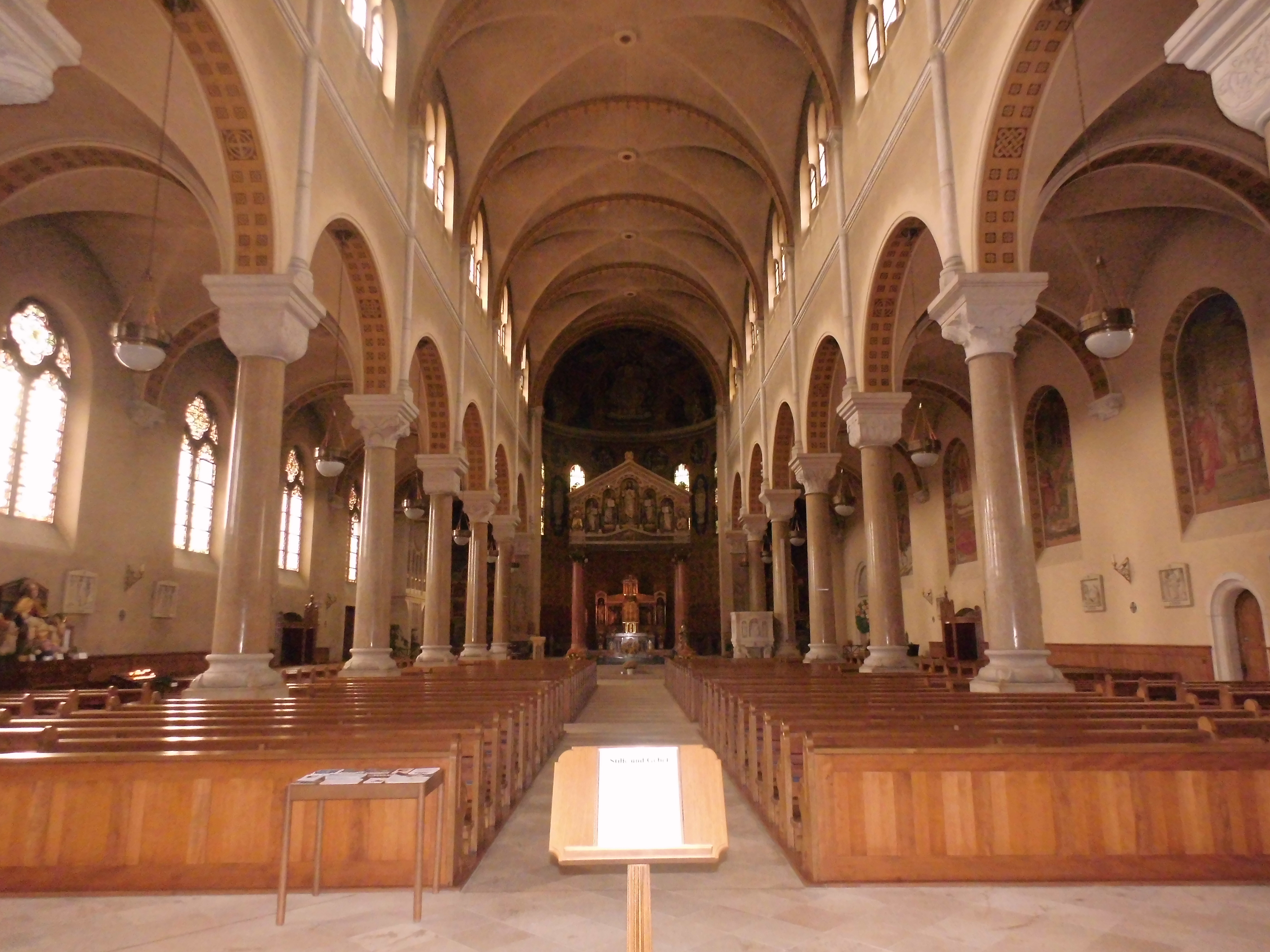
Інтер'єр

Костел Святого Мартина — римо-католицька церква в місті Ольтен, Швейцарія. Це тринефна колонна базиліка без трансепта з трьома апсидами хору.

## Історія
Патронат святого Мартина свідчить про велику давнину парафії. Однак багато старих документів згоріло під час міської пожежі 1422 року, яка також знищила міську церкву. Нову будівлю, просту зальну церкву з вежею, освятили тільки 1461 року. У 1521 році церква отримала вражаючу вежу, сучасну міську вежу (яку підняли на один поверх і наділили бароковим куполом між 1676 і 1682 роками).
З 1781 року існували плани побудувати нову міську церкву замість наявної, яка стала занадто малою. У 1805 році муніципальні збори вирішили не будувати її на старому місці, а на захід від середньовічної міської стіни на місці каплиці Святого Хреста 1603 року. Роботи розпочалися в 1806 році, а в 1813 році освятили нову міську церкву Святого Мартина, неокласичну зальну будівлю. Стару церкву Святого Мартина розосвятили й вона використовувалася для різних комерційних та поліцейських цілей до її знесення в 1844 році за винятком вежі.
Після Першого Ватиканського собору у 1870 році розгорілася Швейцарська культурна війна, і 14 червня 1875 року в міській церкві Ольтена відбувся Установчий національний синод християнської католицької церкви Швейцарії; до його складу входить міська церква з 1813 року по теперішній час.
Решта римо-католицької громади збудували тимчасову церкву в 1876 році. Поруч з нею архітектор із Санкт-Галлена Август Гардеггер з 1908 по 1910 рік збудував велику неороманську парафіяльну церкву, яка знову отримала патронат святого Мартина. Ця церква має більше місць, ніж собор Святого Урсена в Золотурні. Колишню тимчасову церкву переобладнав Вільгельм Келлер під парафіяльні кімнати та зал Йосипа.

## Органи

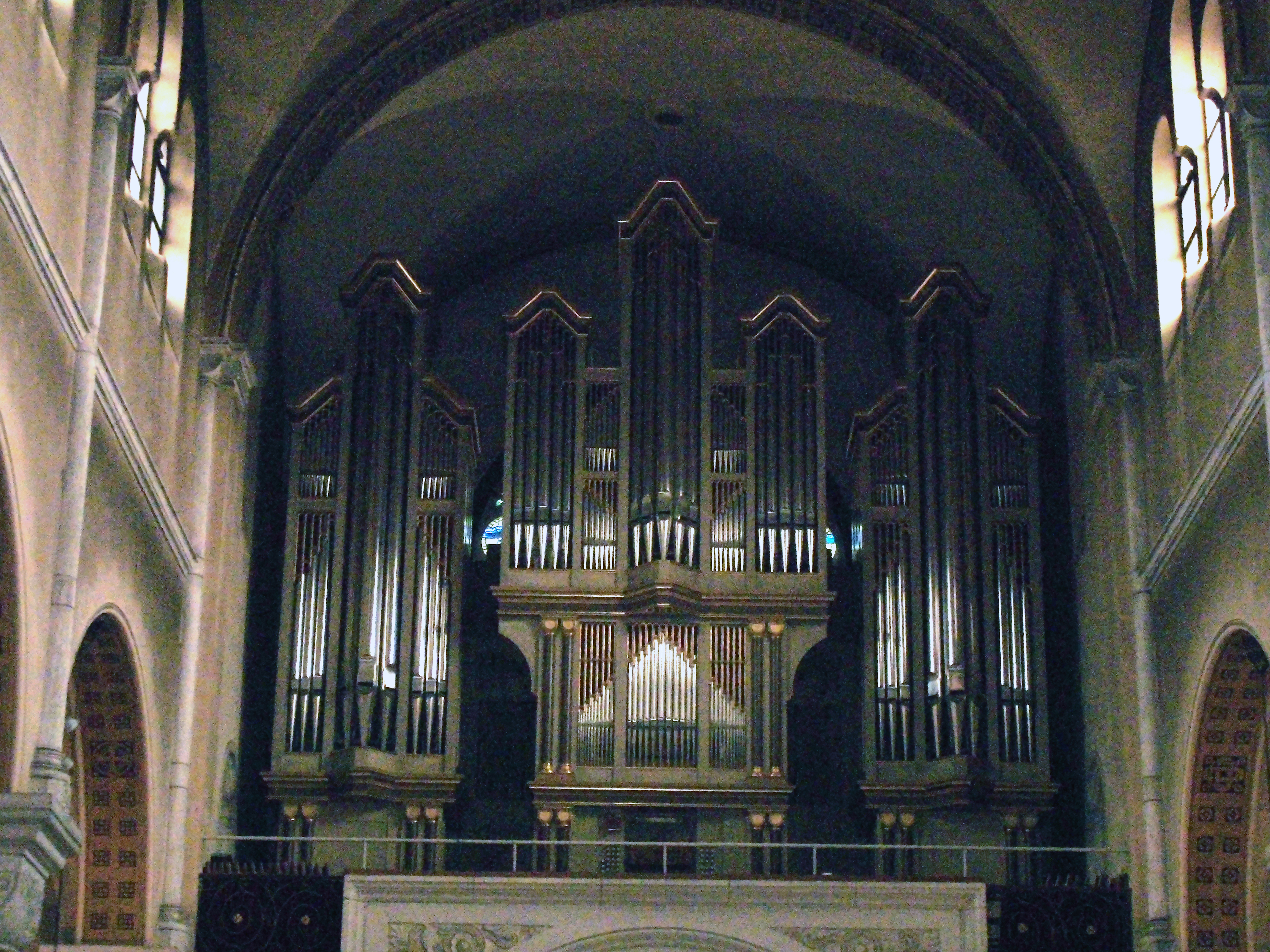
Головний орган на галереї

### Головний орган
Перший орган, створений компанією Orgelbau Goll Фрідріха Голля (Люцерн) з 33 регістрами, був пошкоджений нашестям мишей. У 1932 році органобудівник Willisau AG побудував новий орган з 49 регістрами, який був реорганізований у 1949 році органобудівником Голлем та розширений до 64 регістрів. Сучасний орган був перебудований у 1992 році компанією Матіс Оргельбау (Нефельс). Інструмент має 50 регістрів на трьох мануалах та педалі. Клавіші та механізм дії механічні. Розташування інструменту таке:

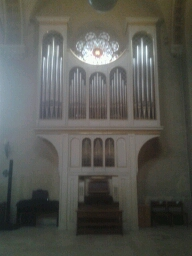
Орган хору Матіса

| I Hauptwerk C–g3 |        |
| Principal        | 16′    |
| Octave           | 8′     |
| Flûte harmonique | 8′     |
| Bourdon          | 8′     |
| Viola            | 8′     |
| Octave           | 4′     |
| Spitzflöte       | 4′     |
| Terz             | 3+1⁄5′ |
| Quinte           | 2+2⁄3′ |
| Doublette        | 2′     |
| Mixtur III—IV    | 2′     |
| Cymbel II—III    | 1′     |
| Cornet V         | 8′     |
| Trompete         | 8′     |

| II Positiv C–g3 |        |
| Fugara          | 8′     |
| Gedackt         | 8′     |
| Praestant       | 4′     |
| Rohrflöte       | 4′     |
| Octave          | 2′     |
| Waldflöte       | 2′     |
| Larigot         | 1+1⁄3′ |
| Sesquialtera II |        |
| Scharf III—IV   | 1′     |
| Trompete        | 8′     |
| Krummhorn       | 8′     |
| Tremulant       |        |

| III Schwellwerk C–g3 |        |
| Bourdon              | 16′    |
| Diapason             | 8′     |
| Flûte                | 8′     |
| Gambe                | 8′     |
| Voix céleste         | 8′     |
| Octave               | 4′     |
| Flûte traversière    | 4′     |
| Nasard               | 2+2⁄3′ |
| Octavin              | 2′     |
| Tierce               | 1+3⁄5′ |
| Plein jeu IV—V       | 2+2⁄3′ |
| Basson               | 16′    |
| Trompette harmonique | 8′     |
| Basson hautbois      | 8′     |
| Voix humaine         | 8′     |
| Clairon              | 4′     |
| Tremblant            |        |

| Pedal C–f1      |        |
| Untersatz       | 32′    |
| Principal       | 16′    |
| Subbass         | 16′    |
| Octave          | 8′     |
| Spillpfeife     | 8′     |
| Choralbaß       | 4′     |
| Rauschpfeife IV | 2+2⁄3′ |
| Posaune         | 16′    |
| Zinke           | 8′     |

### Хоровий орган
Завдяки пожертвам, у лівому нефі спереду збудували невеликий хоровий орган на 881 трубу, який також виготовила компанія Матіс Оргельбау.

## Дзвони
Три старі дзвони з колишньої аварійної церкви, збудованої Рюетскі, спочатку призначалися для іншої церкви в Ольтені, яку так і не збудовано. Тому їх передали в дар Африці. Два зараз дзвонять в африканській сфері діяльності німецько-швейцарських місіонерів-капуцинів та сестер Балдегг в Ісонго та Квангулело, в танзанійських єпархіях Махенге та Аруша. Третій дзвонить з каплиці Святого Йосипа Центру солідарності для молоді з інвалідністю в Таалабаї.

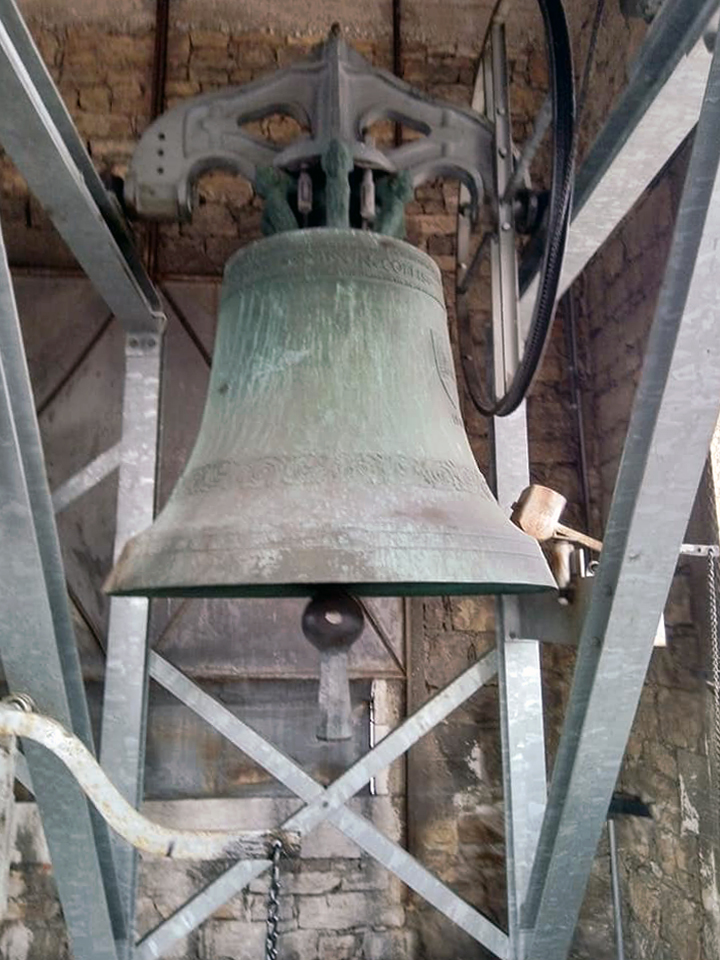
Дзвін Святого Йосипа

Шість нових дзвонів також відлили в 1909 році на ливарному заводі Rüetschi & Co. (Аарау). Вони налаштовані за так званим «розширеним Вестмінстерським мотивом». Чотири найбільші дзвони мають ті ж інтервали висоти тону, що й відомий дзвін у Лондонському Тауері Єлизавети (Біг-Бен). Крім того, є два дзвони вищої частоти (звідси «розширений Вестмінстер»). П'ятий дзвін і перший дзвін розташовані на відстані октави один від одного.
Усі дзвони висять на вигнутих чавунних ярмах, типових для того часу, і мають скромне оздоблення, на відміну від звичайних чавунних дзвонів того часу. Великий дзвін висить окремо у правій вежі, решта п'ять — у лівій.
1. Крок удару дзвона: ля -бемоль, дзвін Трійці, 5127 кг з написом: UNUM DEUM IN TRITATE ET TRITATEM IN UNITATE VENERAMUR. («Ми поклоняємося єдиному Богу в Трійці і Трійці в єдності»)
2. Тон дзвона: des1, Дзвін Святого Серця, 2110 кг з написом: COR JESU MISERERE NOBIS. («Серце Ісуса, помилуй нас»)
3. Тон дзвона: es1, Дзвін Святої Марії, 1477 кг з написом: AVE MARIA GRATIA PLENA («Радуйся, Маріє, повна благодаті»)
4. Тон удару дзвона: f1, дзвін Святого Йосипа, 1045 кг з написом: S. JOSEPH PROTECTOR NOSTER IN TERRIS INTERCEDE PRO NOBIS. («Святий Йосипе, наш захисник на землі, заступися за нас»).
5. Тон удару дзвона: as1, дзвін Святого Мартина, 612 кг з написом: S. MARTINE ORA PRO NOBIS («Святий Мартине, молись за нас»)
6. Тон удару дзвона: b1, дзвін Святого Михайла, 388 кг з написом: S. MICHAEL ARCHANGELE DEFENDE NOS IN PROELIO. («Святий Архангеле Михаїле, захисти нас у битві»)

Загальна вага дзвонів: 10 759 кг.

## Вебпосилання
- Парафія Святого Мартина Ольтена
- 100 років церкви Святого Мартина на вебсайті Католицької прес-асоціації Ольтена